# Stade Léo Lagrange (Yerres)
Stade Léo Lagrange – wielofunkcyjny stadion znajdujący się w Yerres służący do rozgrywania meczów piłki nożnej, rugby union oraz zawodów lekkoatletycznych.
Pełnowymiarowe boisko do piłki nożnej i rugby union okala ośmiotorowa bieżnia, trybuny zaś mają pojemność 800 widzów, w kompleksie znajdują się dodatkowo jeszcze dwa wielofunkcyjne boiska.
Ze stadionu korzystają Rugby olympique yerrois, lekkoatletyczny Yerres Athlétique Club oraz piłkarski Benfica Yerres.
W 2003 roku gościł jedno ze spotkań mistrzostw świata U-19 w rugby union.
Stadion nazwany jest na cześć Léo Lagrange.